# Ivöleden

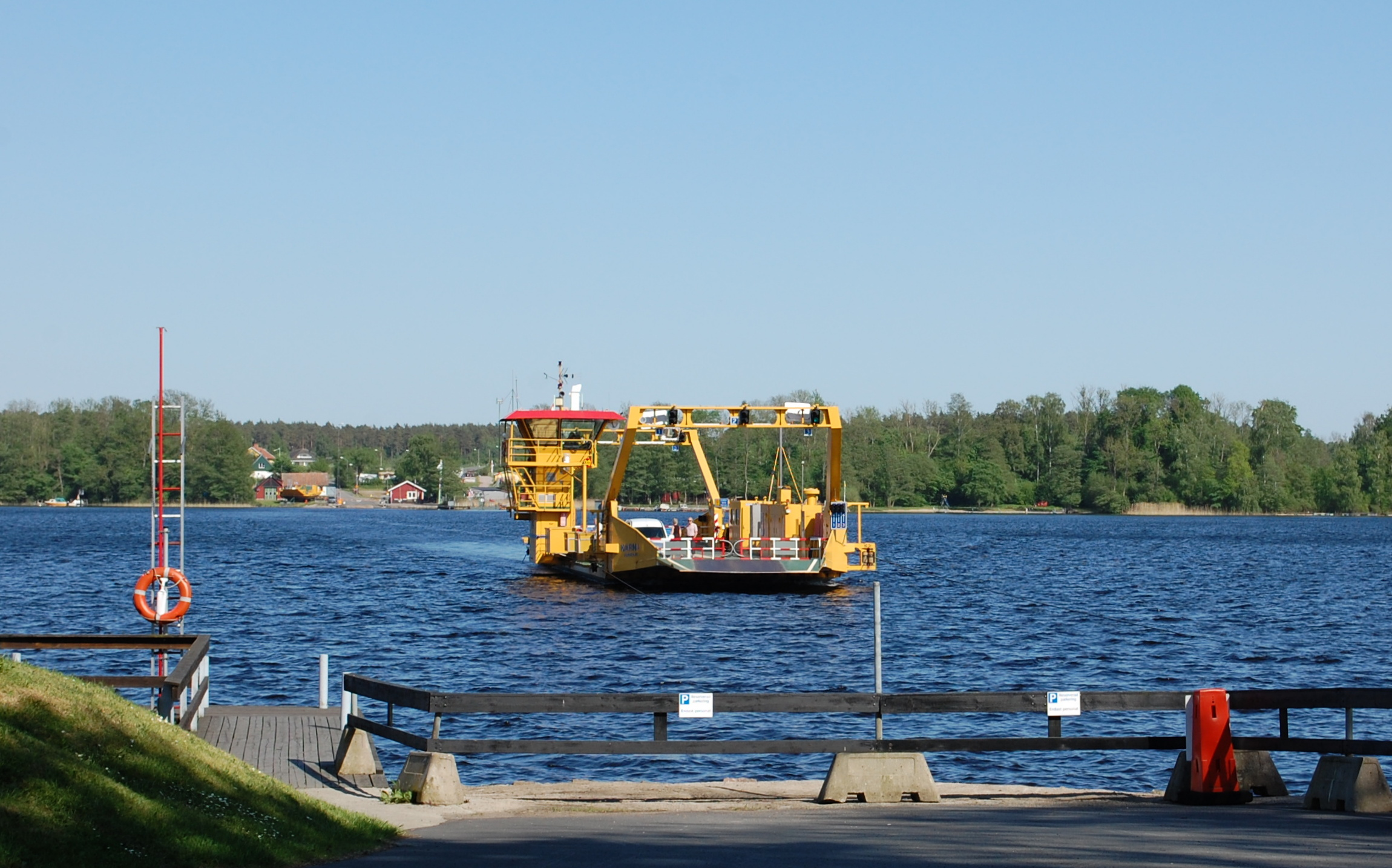
Fährschiff Karna, Blick von Barum

Ivöleden ist eine Autofähre auf dem See Ivösjön in der zur schwedischen Provinz Skåne län gehörenden Gemeinde Kristianstad.
Die Fähre ist die einzige öffentliche Verkehrsverbindung zur Insel Ivö, der größten Insel der Provinz. Sie fährt als Seilfähre der Trafikverket Färjerederiet von Barum zur Westküste der Insel. Die zurückzulegende Strecke beträgt 720 Meter, eine Fahrt dauert etwa sieben Minuten und ist kostenlos. Es wird auch nachts gefahren, wobei dann der Takt reduziert ist.

## Geschichte
Noch bis in das späte 19. Jahrhundert gab es keine regelmäßige Fährverbindung nach Ivö, wurde dann jedoch aufgenommen. Ab 1918 war ein Motorboot im Einsatz, 1944 wurde eine Fähre erworben. Ein erstes stählernes Schiff fuhr seit 1957. Die heutige Fähre Karna fährt auf der Strecke seit 1987. Der Name des Schiffs erinnert an Karna Bengtsdotter, die von 1875 bis 1935 lebte und Personen nach Ivö übersetzte.